# Branson DeCou
Branson DeCou (20. října 1892 ve Philadelphii – 12. prosince 1941) byl americký fotograf. Fotografoval převážně v Rusku a v Itálii.

## Život a dílo
V srpnu roku 1971 Univerzitní knihovna získala darem fotografickou sbírku fotografií Bransona DeCou. Dar obsahoval 10 000 ručně kolorovaných skleněných diapozitivů o velikosti 3x4 palců z různých zemí světa, přibližně z období 1920-1941. Kromě toho obsahoval ještě negativy, alba tisků, skripta, krabice pro ukládání snímků a dva projektory. Asi 10 000 diapozitivů je uloženo ve sbírce University Library's Visual Resource Collection, negativy a alba jsou ve speciálních sbírkách Special Collections a UC Northern Regional Library Facility.

## Galerie

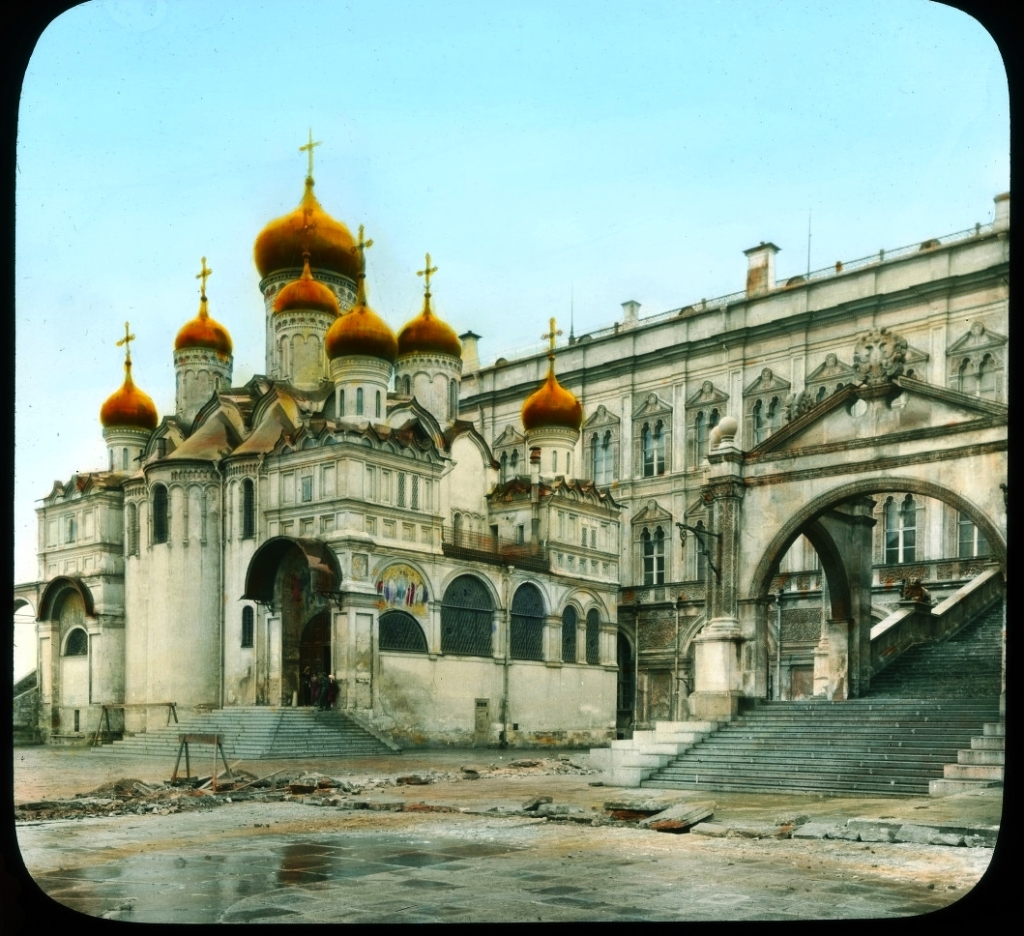
Kreml, 1931
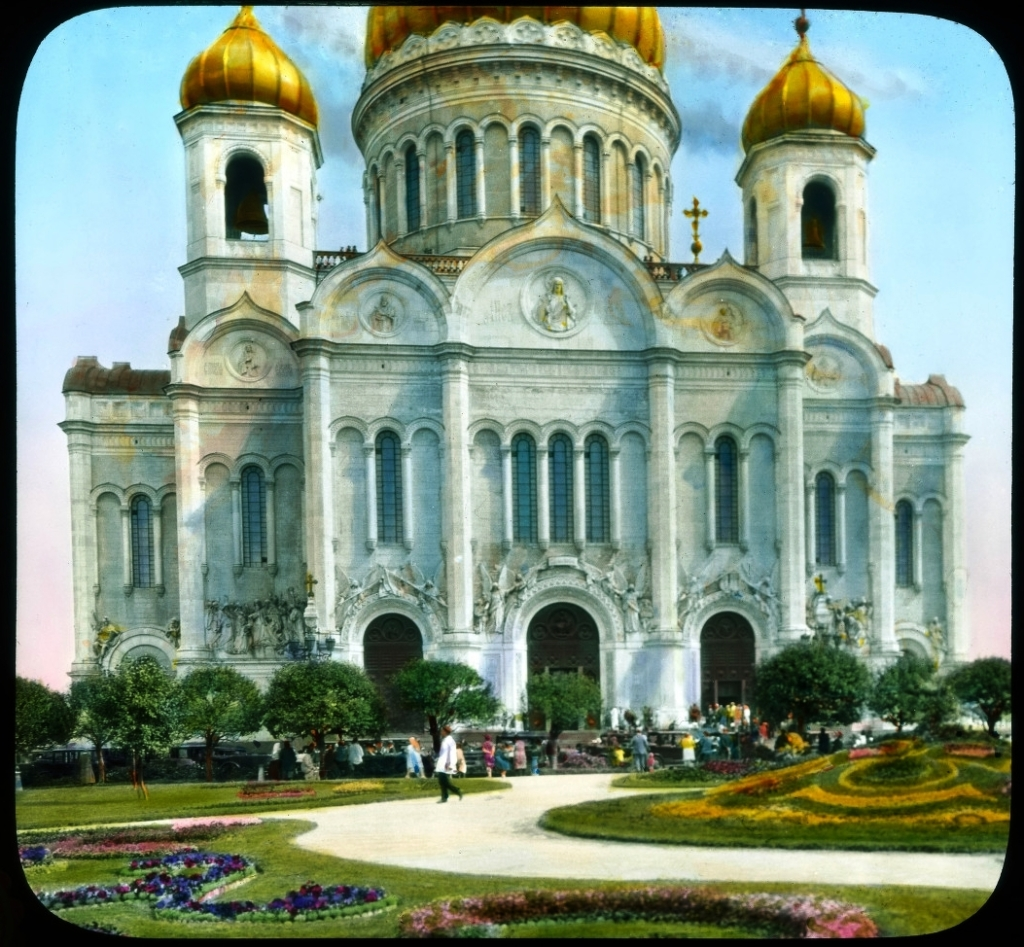
Chrám Krista Spasitele, Moskva, 1931
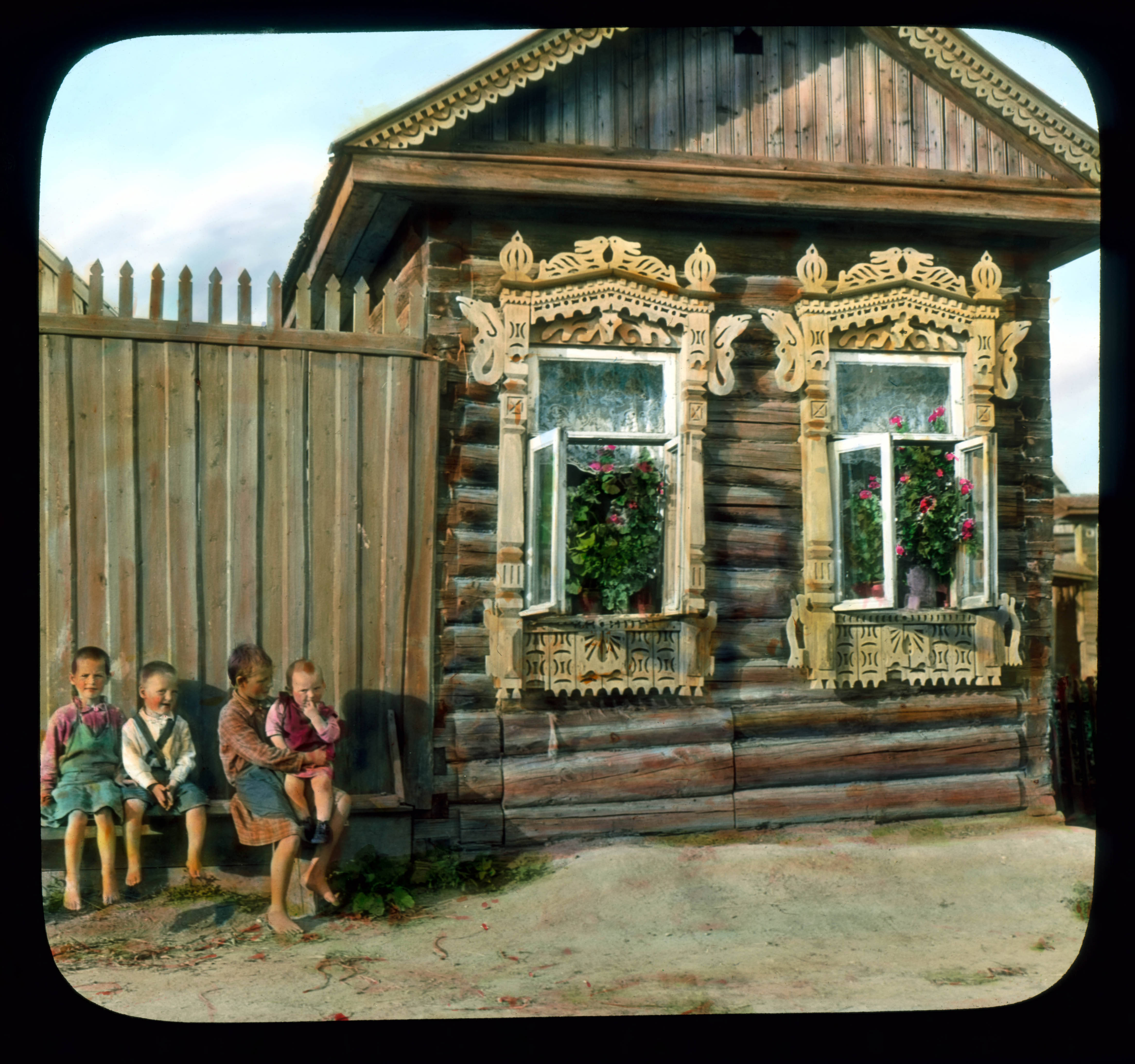
Děti poblíž Leningradu
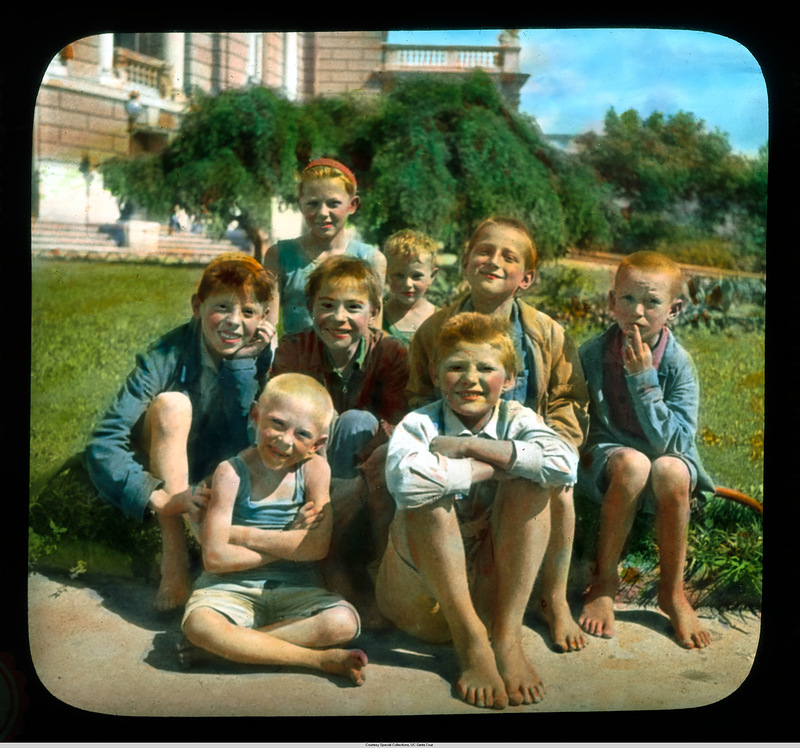
Děti v Oděse, 1931
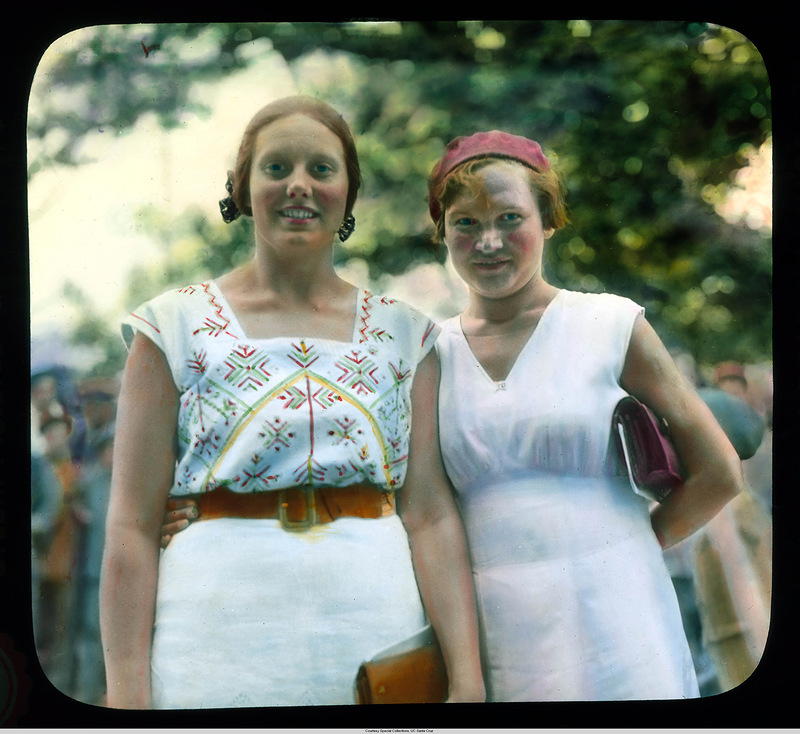
Oděsa, 1931
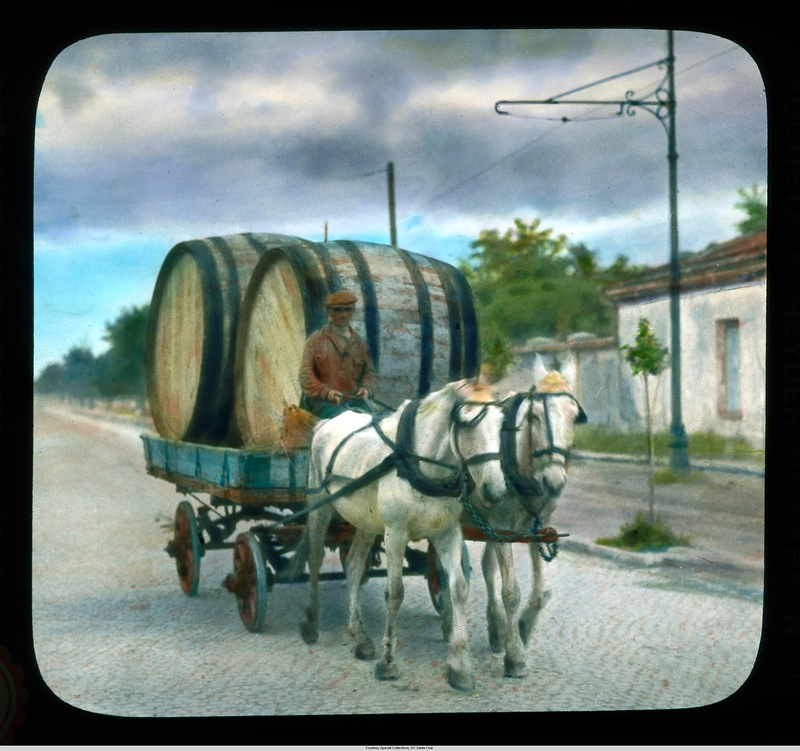
Oděsa, 1931
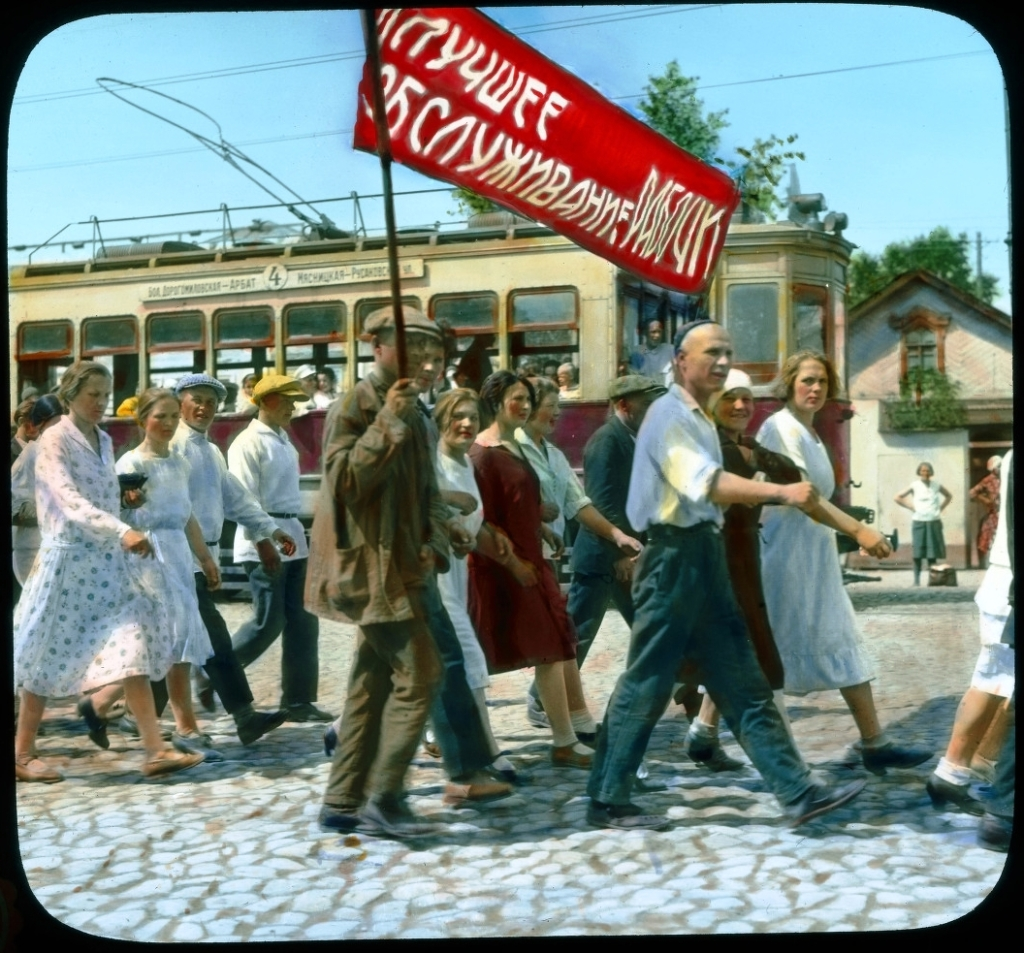
Dělníci, Moskva, 1931
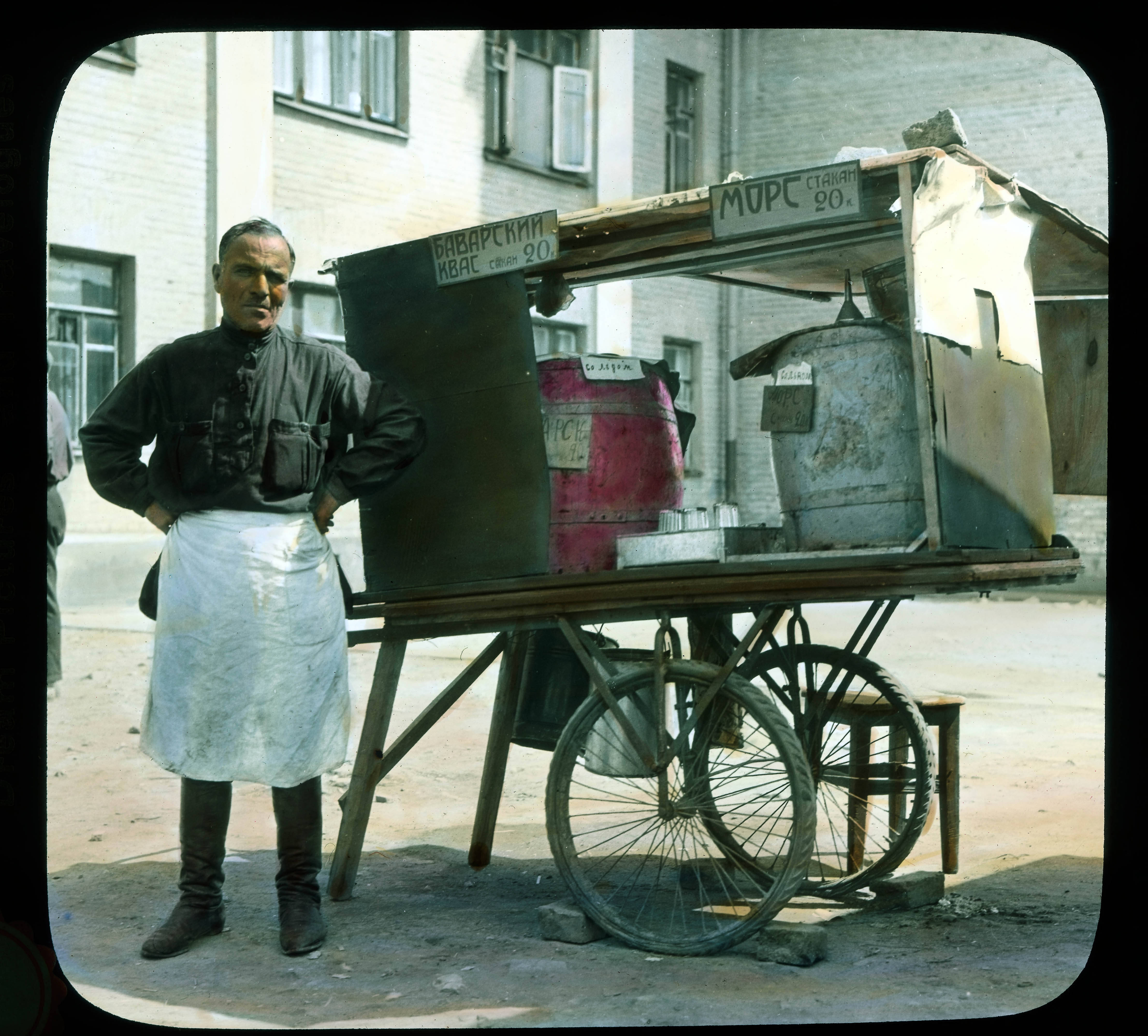
Prodavač nápojů, 1931
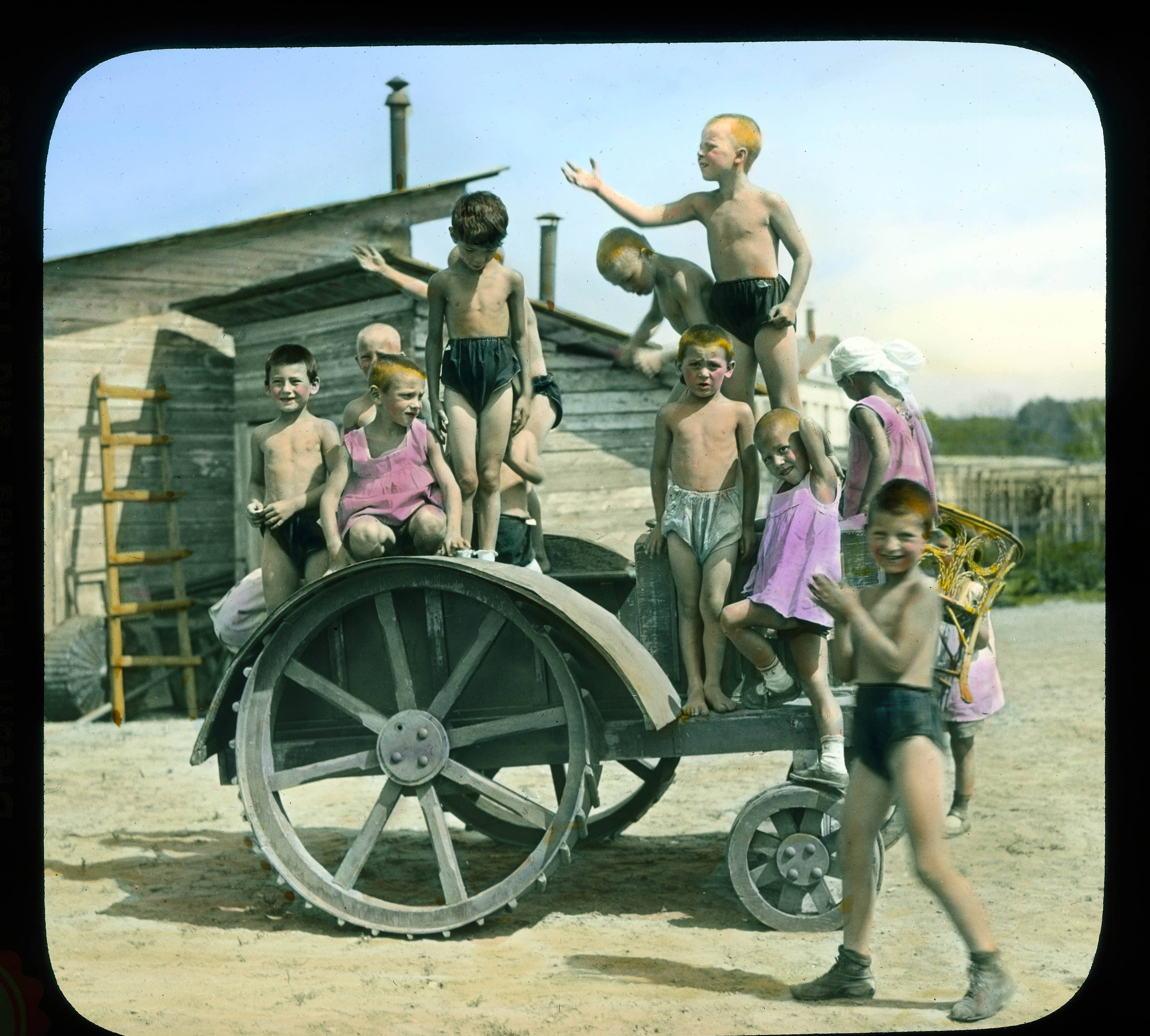
Park kultury a oddechu Gorkého, Moskva, 1931
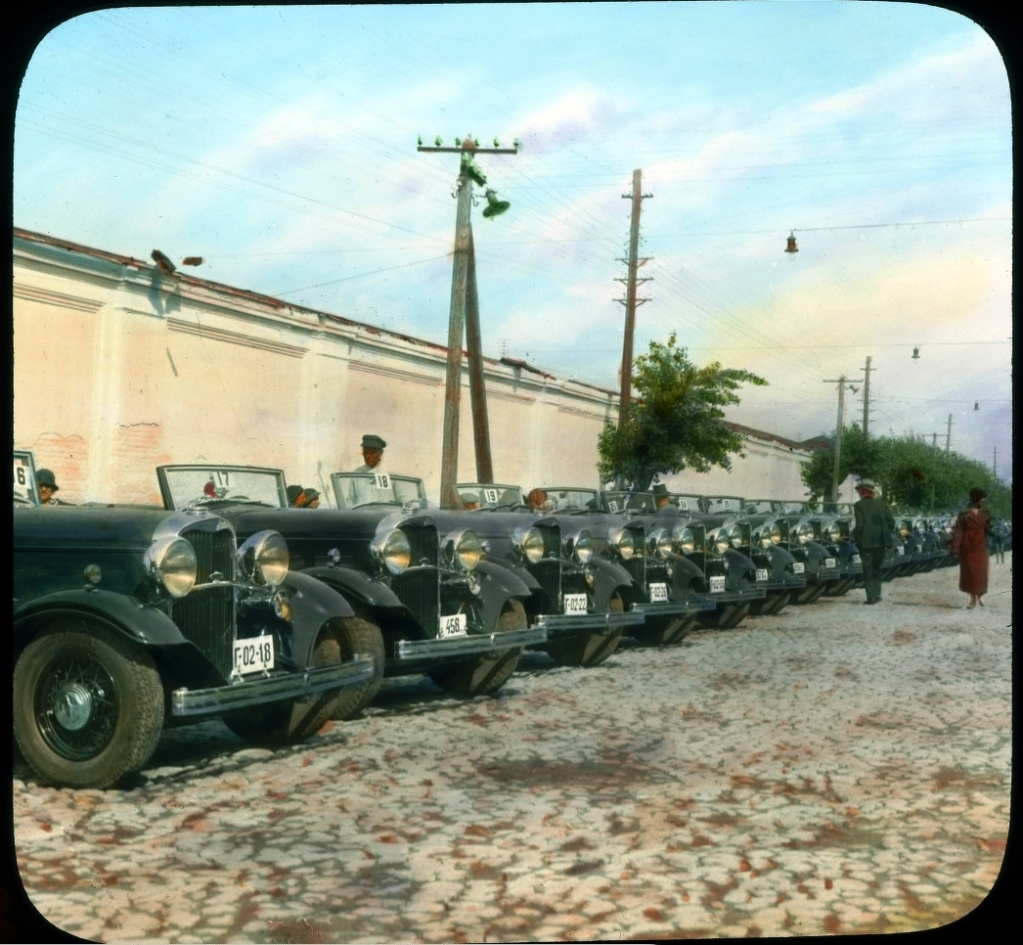
Leningrad, 1931
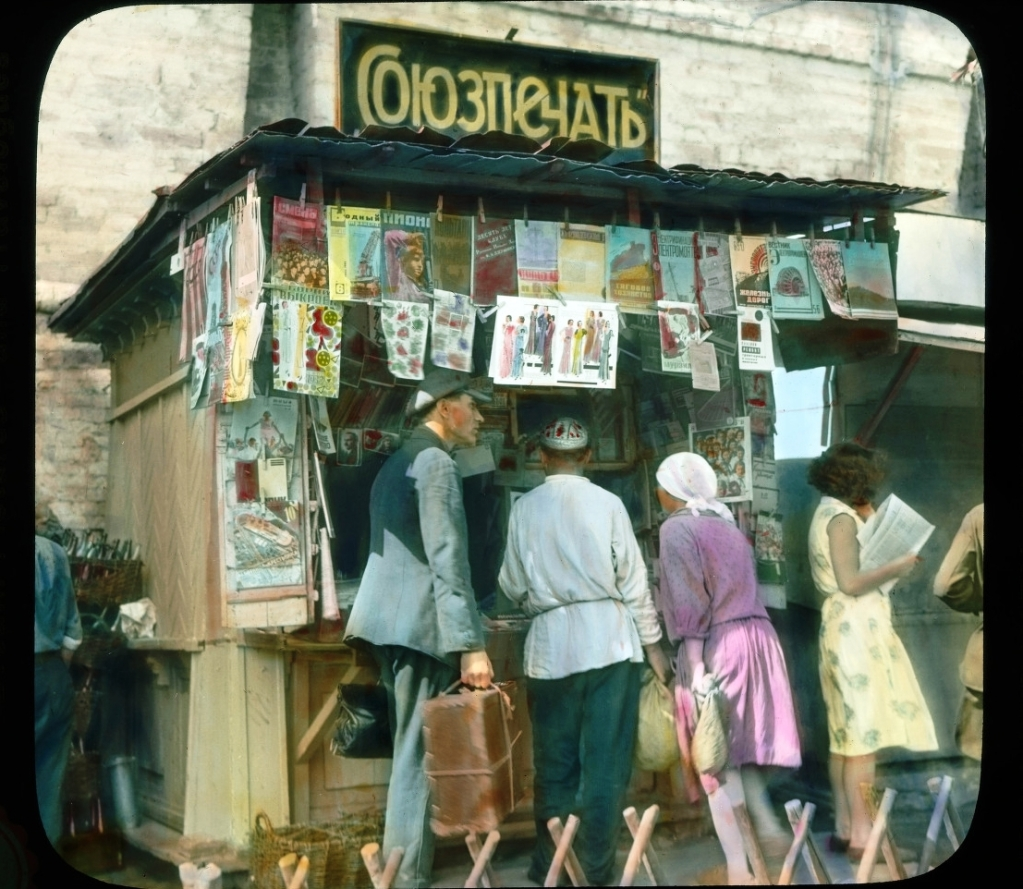
1931
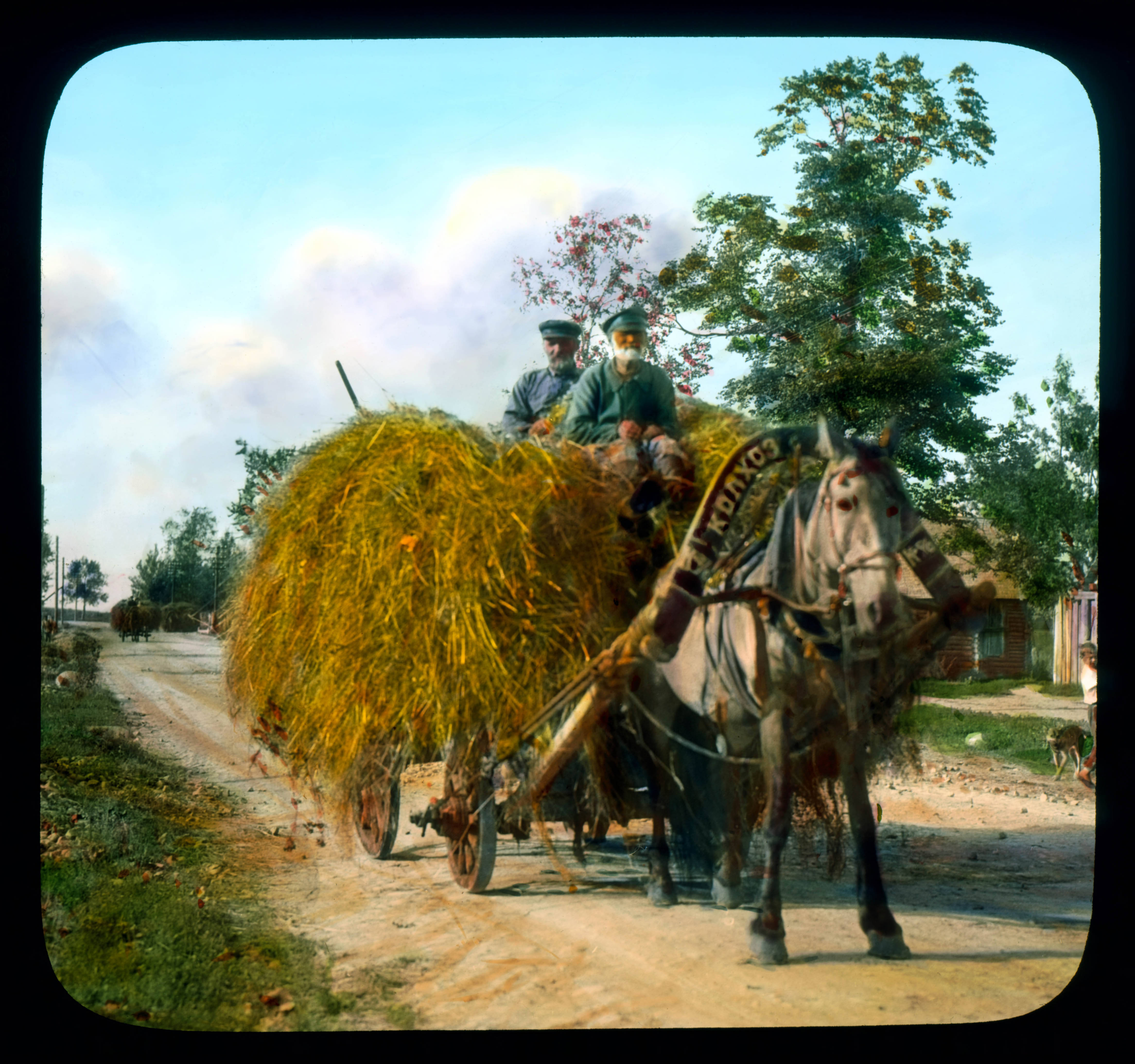
Rolníci poblíž Leningradu
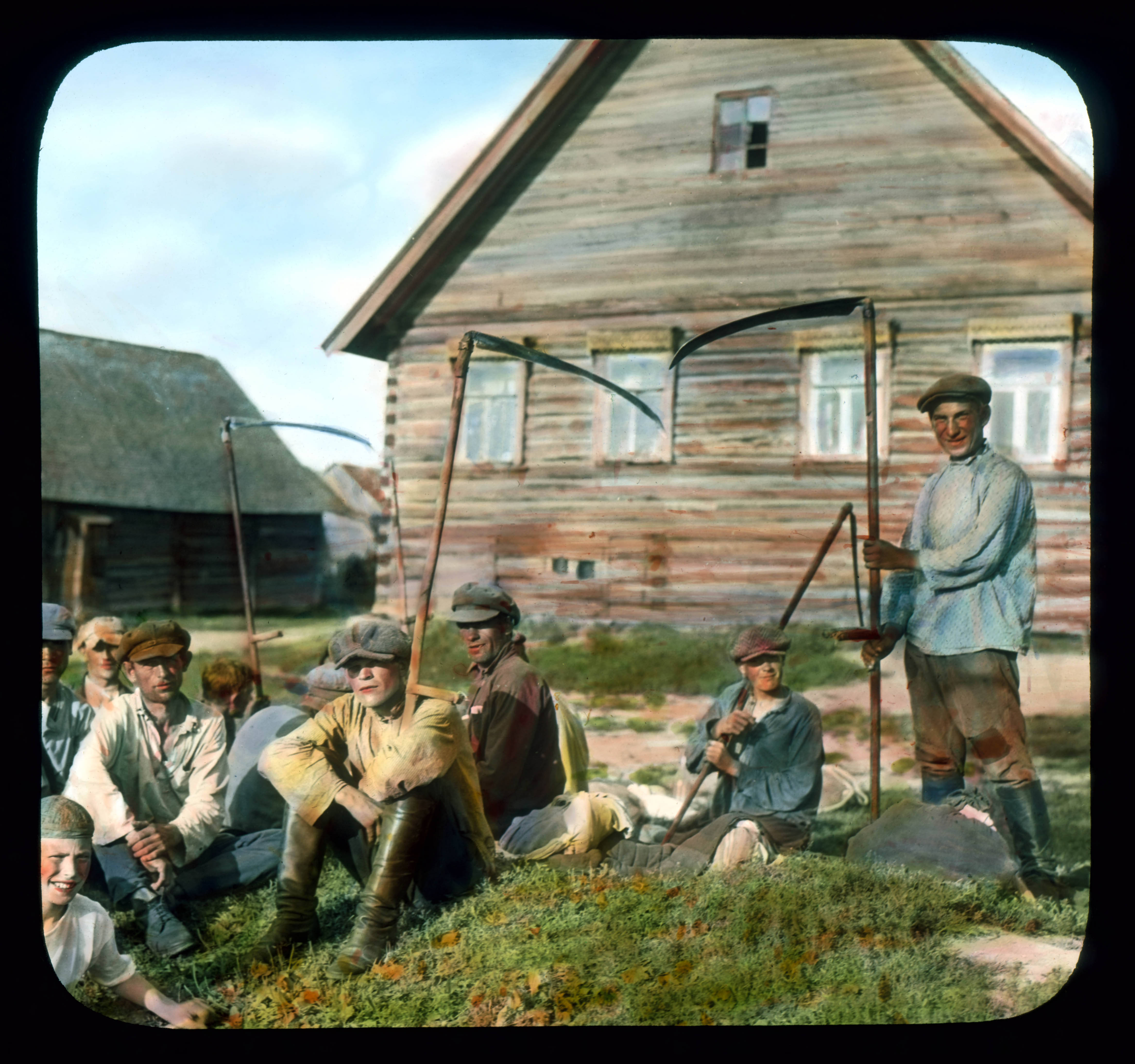
Rolníci poblíž Leningradu
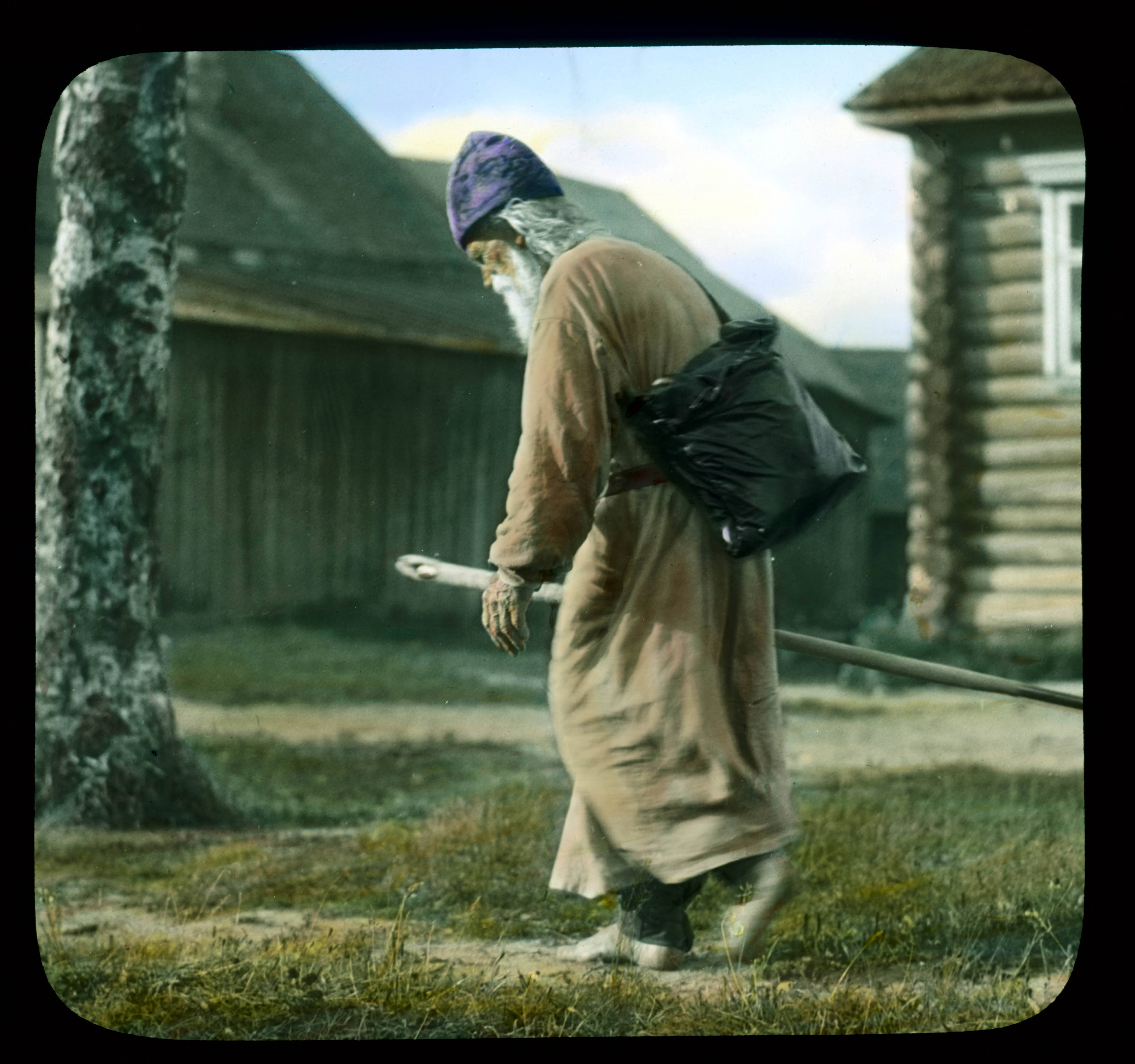
Mnich poblíž Leningradu
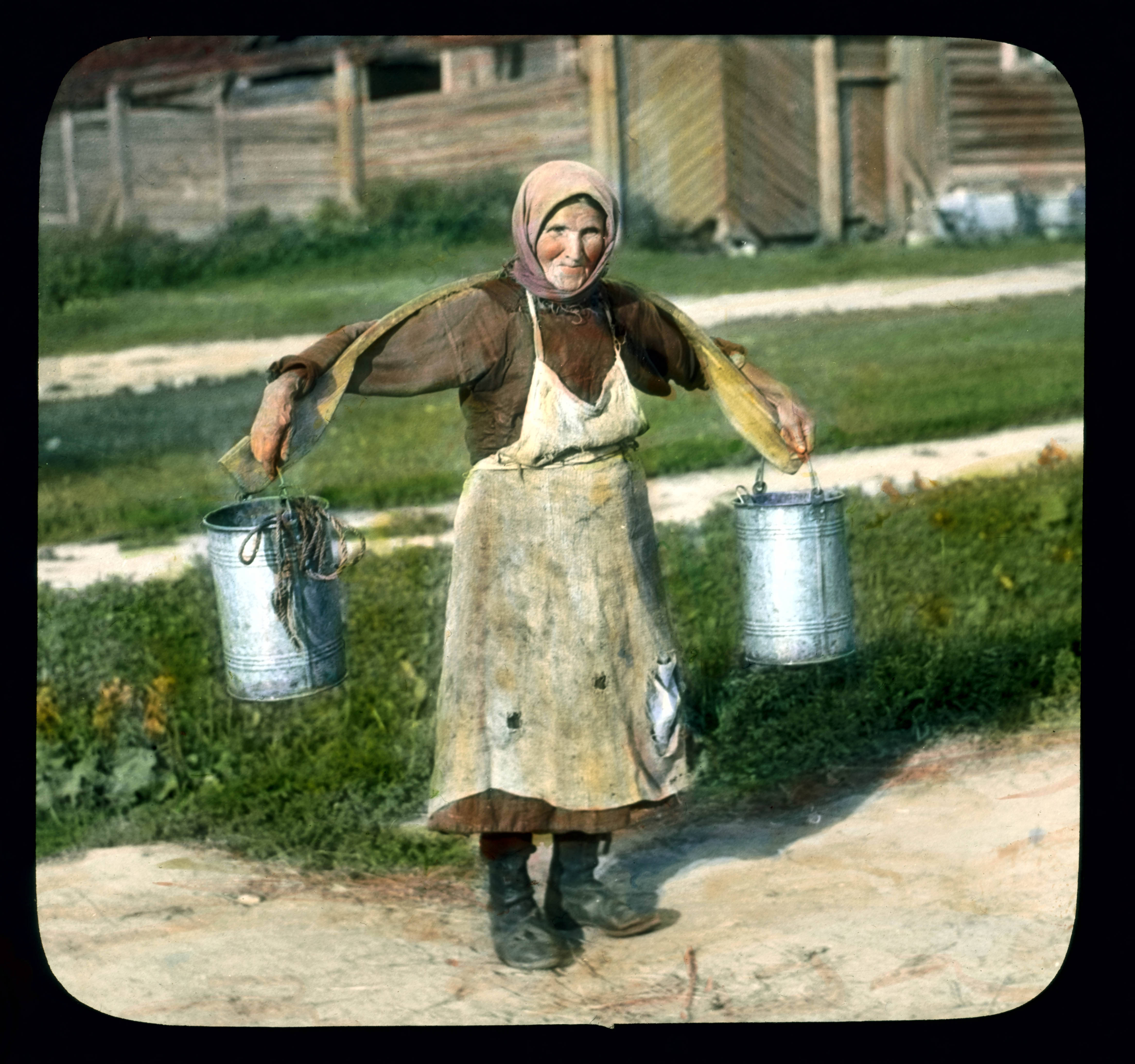
Nosička vody poblíž Leningradu
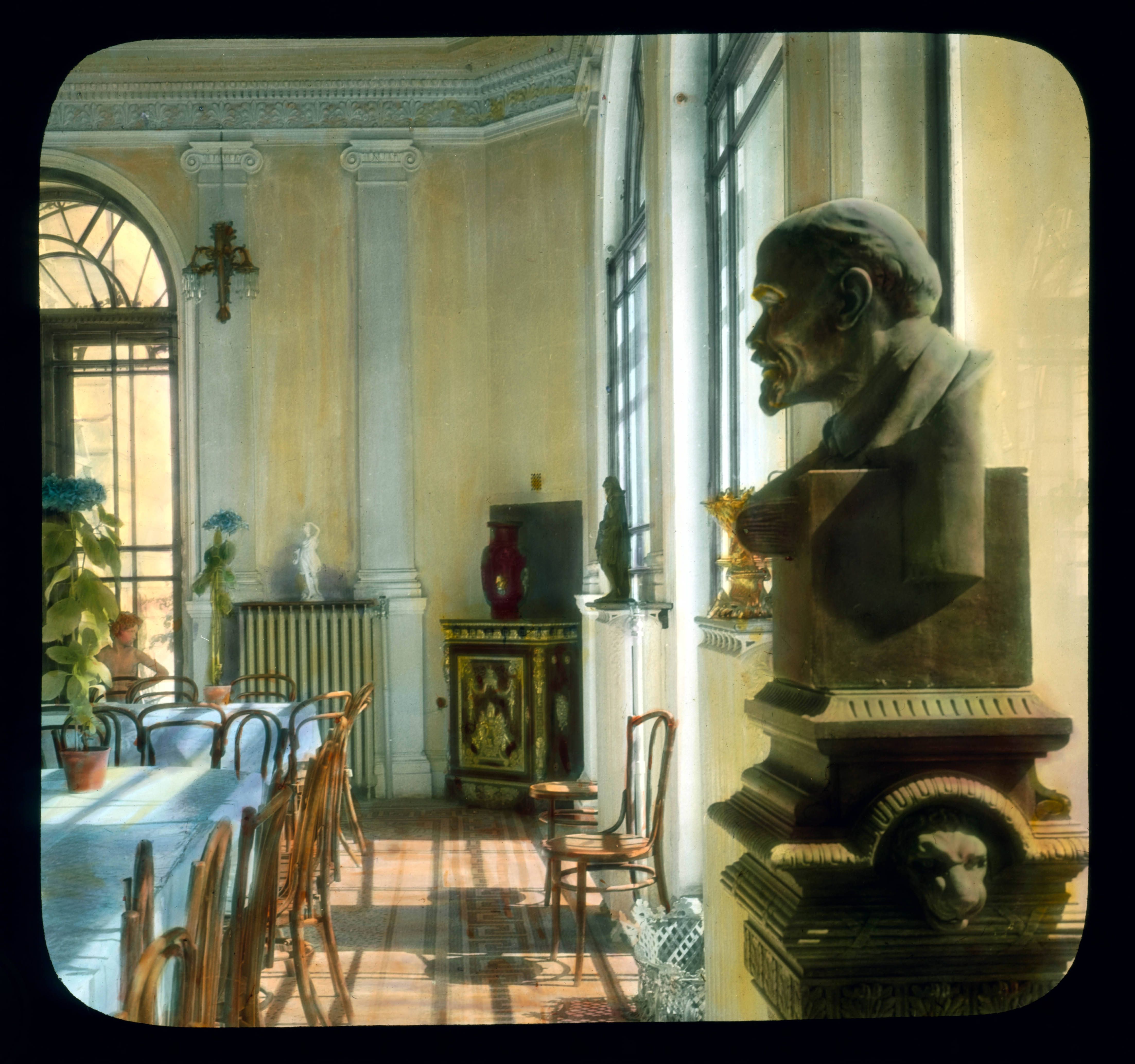
Leningrad
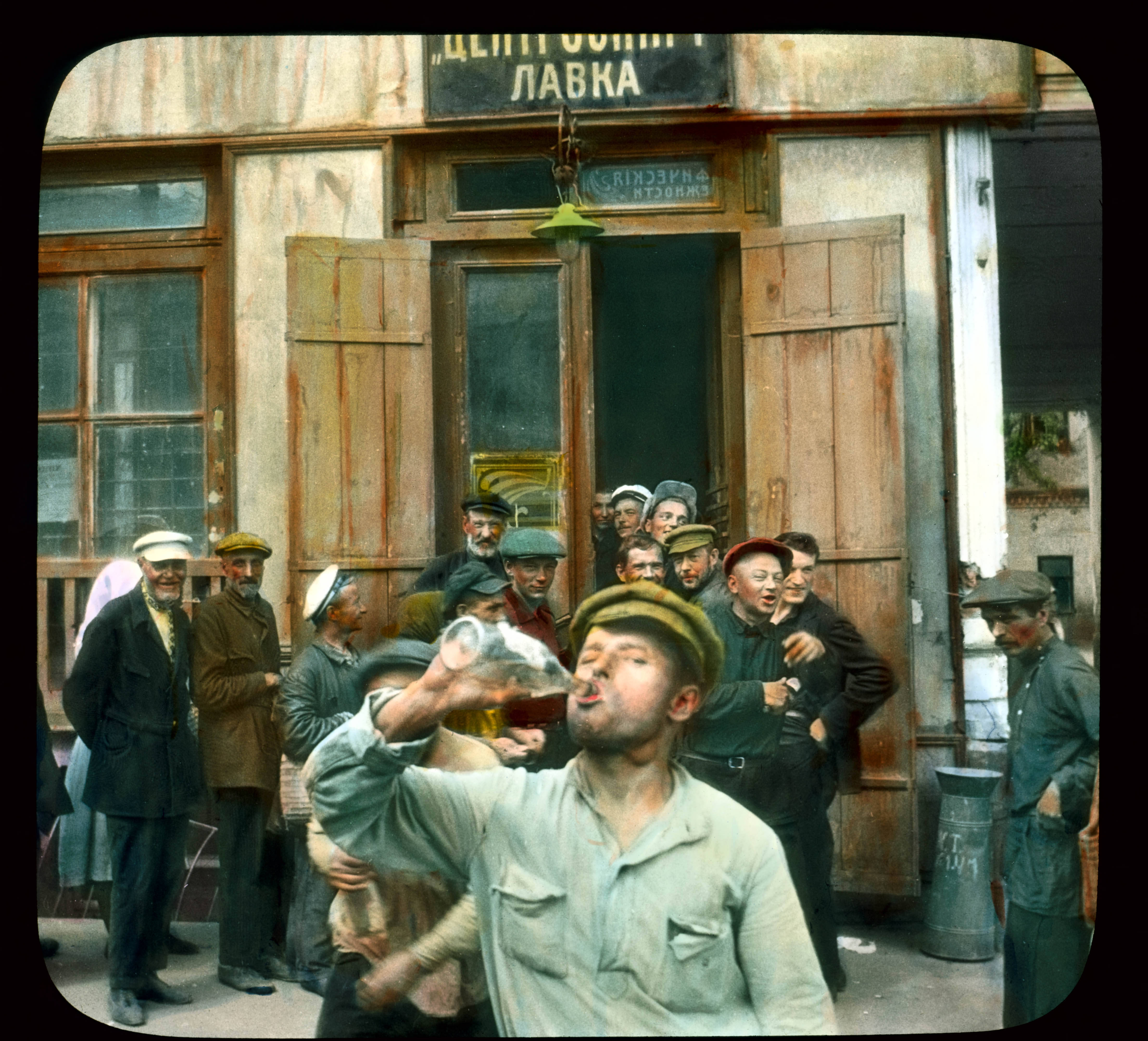
Leningrad
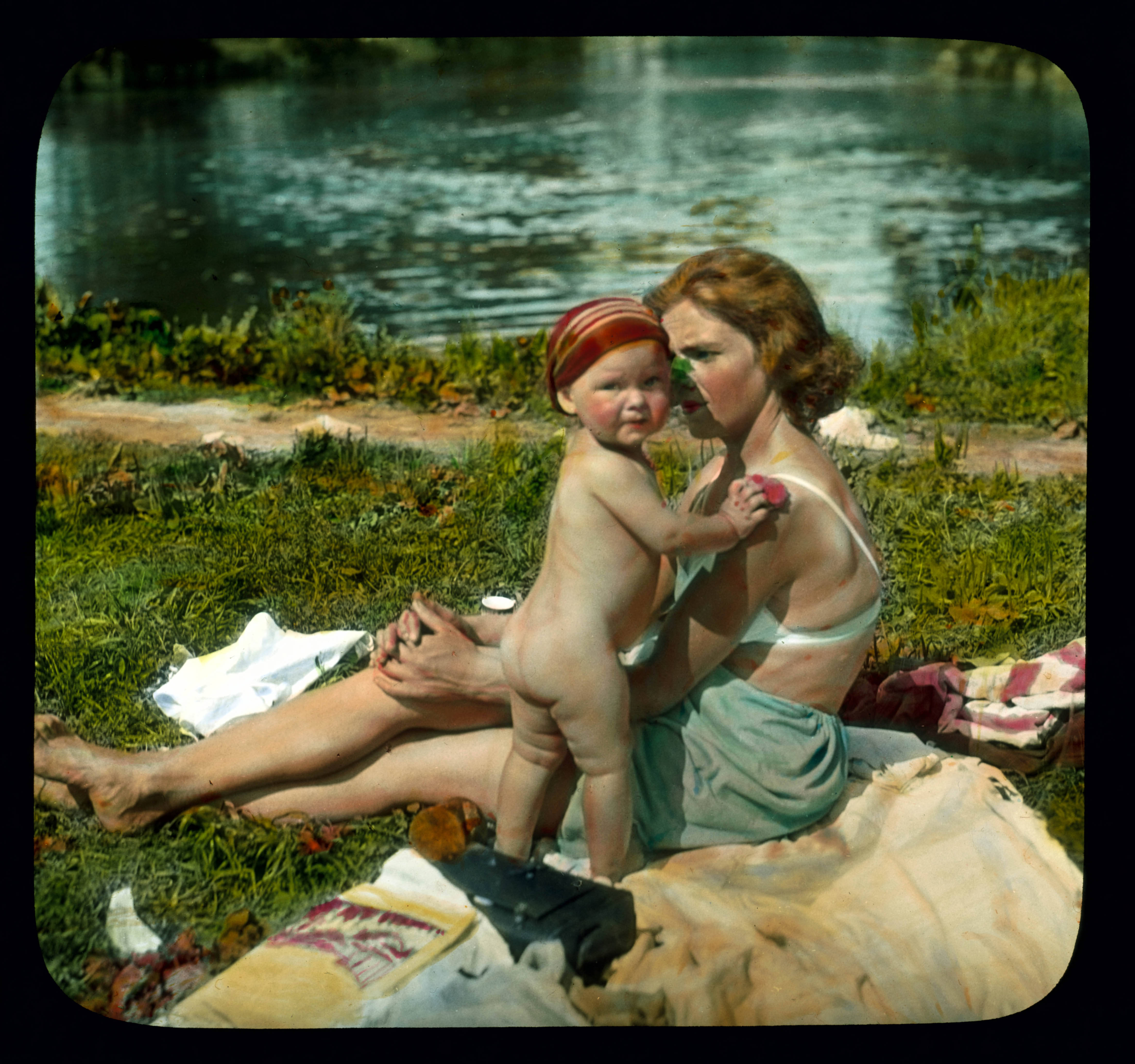
Leningrad